# Operalia
Operalia, Światowy Konkurs Operowy, właśc. Międzynarodowy Konkurs Plácida Dominga dla Śpiewaków Operowych (fr. Concours International de Voix d’Opera Plácido Domingo) – coroczny konkurs dla młodych śpiewaków operowych organizowany w Paryżu od 1993, ustanowiony przez tenora Plácido Domingo.
Konkurs wspomógł kariery artystów, takich jak Rolando Villazón, José Cura, Joyce DiDonato czy Inva Mula.

## Opis
Konkurs Operalia ma stałą siedzibę w Paryżu, ale gospodarzem poszczególnych konkursów jest co roku inne miasto. Miasta, które były gospodarzami konkursu, to m.in. Paryż, zarówno Opéra Garnier i Théâtre du Châtelet, Meksyk-Televisa Recording Studios, Madryt -Teatro de la Zarzuela, Bordeaux-Teatr Wielki, Tokio-Kan-I Hoken Hall, Hamburg-Laeiszhalle, Portoryko-Luis A. Ferré Performing Arts Center, Los Angeles, zawody odbywały się zarówno w hali Royce UCLA i Dorothy Chandler Pavilion, Waszyngton-Auditorium Lisner Uniwersytetu Jerzego Waszyngtona, region Jeziora Bodeńskiego w Austrii, Niemczech i Szwajcarii, Madryt-Teatro Real, Walencja-Palau de les Arts Reina Sofia i Québec-Palais Montcalm i Grand Théâtre de Québec.
Konkurs jest otwarty dla śpiewaków w wieku od 18 do 30 lat, którzy mogą pochwalić się wysokim poziomem wykonań. Konkurs dotyczy obu płci i wszystkich typów głosu ludzkiego. Uczestnicy zawodów wybierani są w drodze przesłuchania przez złożenie nagrań konkursowych. Panel trzech sędziów słucha i ocenia złożony przez uczestników materiał. Do udziału w konkursie zakwalifikowanych zostaje czterdziestu najlepszych. Zazwyczaj organizacja otrzymuje 800 do 1000 zgłoszeń rocznie, co sprawia, że sama kwalifikacja do konkursu jest już dużym sukcesem.
Konkursowi co roku przewodniczy Plácido Domingo, choć sam nie ocenia uczestników. Jury składające się z 10 dyrektorów z najważniejszych scen operowych całego świata jest zapraszane do oceny uczestników. Zawodnicy muszą przygotować 4 arie do konkursu, który składa się z czterech rund. W pierwszej rundzie każdy wokalista wybiera, którą z przygotowanych arii chce wykonać, a następnie jury wybiera inną arię z listy przygotowanych czterech. Śpiewacy mogą również rywalizować w osobnej konkurencji zarzuela. Jeśli zdecydują się na taki krok, to muszą wykonać dodatkowy utwór z gatunku zarzuela w każdej rundzie. Spośród 40 śpiewaków, połowa z nich zostaje wyeliminowana w pierwszej rundzie. Druga runda obejmuje wykonanie jeszcze jednej arii, po której tylko 10 śpiewaków przechodzi do następnej rundy. Podobnie trzecia runda eliminuje połowę śpiewaków, zostawiając tylko pięcioro uczestników finału. Pierwsze trzy rundy są wykonywane z towarzyszeniem fortepianu, a ostatnia runda z towarzyszeniem orkiestry symfonicznej pod batutą Plácido Domingo.
Chociaż zaledwie pięciu śpiewaków wchodzi do finału, konkurs ma w sumie 10 nagród, które łącznie opiewają na kwotę do 175.000 dolarów. W ogólnym konkursie trzy pierwsze miejsca  przyznawane są z podziałem na płeć, co daje w sumie 6 nagród. W konkursie zarzuela przyznawane są dwie nagrody, jedna dla wokalisty i jedna dla wokalistki. Przyznawana jest też nagroda publiczności, dla jednej wokalistki oraz jednego wokalisty. Uczestnik może wygrać więcej niż jedną nagrodę. Ważniejsze od pieniędzy otrzymanych w ramach nagrody jest uznanie i rozwój kariery uczestników. Często zdarza się, że dyrektorzy oper oceniający konkurs angażują zwycięzców konkursu w spektaklach operowych.

## Oficjalna strona
- Official Website of Operalia, The World Opera Competition (ang.)